# La Plata (Missouri)
La Plata település az Amerikai Egyesült Államok Missouri államában, Macon megyében. Lakosainak száma 1257 fő (2020. április 1.).

## Közlekedés
A települést érinti az Amtrak egyik távolsági vasúti járata is, a Southwest Chief.

## Népesség
A település népességének változása:

| 2010 | 1 366 |
| 2020 | 1 257 |